# 王永久
王永久（1939年—），男，汉族，吉林海龙人，中国引力物理学家，曾任湖南师范大学教授、博士生导师，中国物理学会理事。